# Campeonato Mundial de Esqui Estilo Livre de 2015 - Halfpipe masculino
A prova do halfpipe masculino do Campeonato Mundial de Esqui Estilo Livre de 2015 foi disputada entre os dias 21 e 22 de janeiro em Kreischberg na Áustria.  Participaram 21 atletas de  9 nacionalidades.

## Medalhistas
| Ouro              | Prata                        | Bronze              |
| Kyle Smaine (USA) | Joffrey Pollet-Villard (FRA) | Yannic Lerjen (SUI) |

## Resultados

### Qualificação
21 esquiadores participaram do processo qualificatório. Os 10 melhores avançaram para a final.
| Pos. | Bib | Esquiador              | Nacionalidade  | 1ª descida | 2ª descida | Melhor | Notas |
| ---- | --- | ---------------------- | -------------- | ---------- | ---------- | ------ | ----- |
| 1    | 5   | Kyle Smaine            | Estados Unidos | 84.80      | 83.60      | 84.80  | Q     |
| 2    | 10  | Broby Leeds            | Estados Unidos | 77.80      | 82.20      | 82.20  | Q     |
| 3    | 2   | Yannic Lerjen          | Suíça          | 78.80      | 81.60      | 81.60  | Q     |
| 4    | 12  | Fabian Meyer           | Suíça          | 80.40      | 30.60      | 80.40  | Q     |
| 5    | 3   | Matt Margetts          | Canadá         | 62.20      | 77.20      | 77.20  | Q     |
| 6    | 7   | Marco Ladner           | Áustria        | 74.40      | 76.40      | 76.40  | Q     |
| 7    | 4   | Joffrey Pollet-Villard | França         | 63.00      | 73.40      | 73.40  | Q     |
| 8    | 1   | Antti-Jussi Kemppainen | Finlândia      | 28.40      | 70.60      | 70.60  | Q     |
| 9    | 11  | Walter Wood            | Estados Unidos | 69.00      | 58.40      | 58.40  | Q     |
| 10   | 15  | James Machon           | Grã-Bretanha   | 66.00      | 57.20      | 66.00  | Q     |
| 11   | 18  | Kristopher Atkinson    | Canadá         | 5.00       | 65.60      | 65.60  |       |
| 12   | 13  | Jacob Beebe            | Estados Unidos | 64.00      | 61.20      | 64.00  |       |
| 13   | 6   | Nicolas Bijasson       | França         | 14.00      | 63.40      | 63.40  |       |
| 14   | 17  | Pavel Chupa            | Rússia         | 61.80      | 19.00      | 61.80  |       |
| 15   | 21  | Petr Kordyuk           | Rússia         | 59.60      | 54.00      | 59.60  |       |
| 16   | 8   | Andreas Gohl           | Áustria        | 59.00      | 23.80      | 59.00  |       |
| 17   | 16  | Kim Kwang-Jin          | Coreia do Sul  | 57.80      | 58.40      | 58.40  |       |
| 18   | 20  | Taylor Wilson          | Canadá         | 56.00      | 57.40      | 57.40  |       |
| 19   | 9   | Murray Buchan          | Grã-Bretanha   | 53.40      | 56.60      | 56.60  |       |
| 20   | 14  | Kalle Hilden           | Finlândia      | 17.80      | 7.20       | 17.80  |       |
| 21   | 19  | Lukas Müllauer         | Áustria        | 8.20       | 8.00       | 8.20   |       |

### Final
Os 10 esquiadores disputaram no dia 22 de janeiro a final da prova.
| Pos.              | Bib | Esquiador              | Nacionalidade  | 1ª descida | 2ª descida | 3ª descida | Melhor |
| ----------------- | --- | ---------------------- | -------------- | ---------- | ---------- | ---------- | ------ |
| Medalha de ouro   | 5   | Kyle Smaine            | Estados Unidos | 88.00      | 35.60      | 27.20      | 88.00  |
| Medalha de prata  | 4   | Joffrey Pollet-Villard | França         | 81.20      | 86.60      | 17.40      | 86.60  |
| Medalha de bronze | 2   | Yannic Lerjen          | Suíça          | 77.40      | 78.00      | 82.40      | 82.40  |
| 4                 | 10  | Broby Leeds            | Estados Unidos | 78.40      | 65.80      | 81.00      | 81.00  |
| 5                 | 11  | Walter Wood            | Estados Unidos | 75.20      | 69.00      | 62.40      | 75.20  |
| 6                 | 7   | Marco Ladner           | Áustria        | 23.80      | 69.80      | 72.40      | 72.40  |
| 7                 | 12  | Fabian Meyer           | Suíça          | 69.40      | 10.40      | 29.40      | 69.40  |
| 8                 | 15  | James Machon           | Grã-Bretanha   | 61.80      | 63.00      | 67.40      | 67.40  |
| 9                 | 3   | Matt Margetts          | Canadá         | 27.80      | 46.00      | 18.60      | 46.00  |
| 10                | 1   | Antti-Jussi Kemppainen | Finlândia      | 45.20      | 29.60      | 24.40      | 45.20  |

Legenda
| Recorde mundial       | Recorde mundial (World record)               |                       | Recorde africano                      | Recorde africano (African) |                                           | Q | Classificado por posição (Qualified) |
| Recorde do campeonato | Recorde do campeonato (Championship record)  | Recorde da América    | Recorde da América (Americas)         | q                          | Classificado por melhor tempo (Qualified) |   |                                      |
| Melhor marca do ano   | Melhor marca do ano (World leading)          | Recorde asiático      | Recorde asiático (Asian)              | DNS                        | Não largou (Did not start)                |   |                                      |
| Recorde nacional      | Recorde nacional (National record)           | Recorde europeu       | Recorde europeu (European)            | DNF                        | Não terminou (Did not finish)             |   |                                      |
| Recorde pessoal       | Recorde pessoal do atleta (Personal best)    | Recorde da Oceania    | Recorde da Oceania (Oceania)          | DSQ / DQ                   | Desclassificado (Disqualified)            |   |                                      |
| Recorde da temporada  | Recorde da temporada do atleta (Season best) | Recorde sul-americano | Recorde sul-americano (South America) | NM                         | Sem marca (No mark)                       |   |                                      |